# Verlängerungsleitung

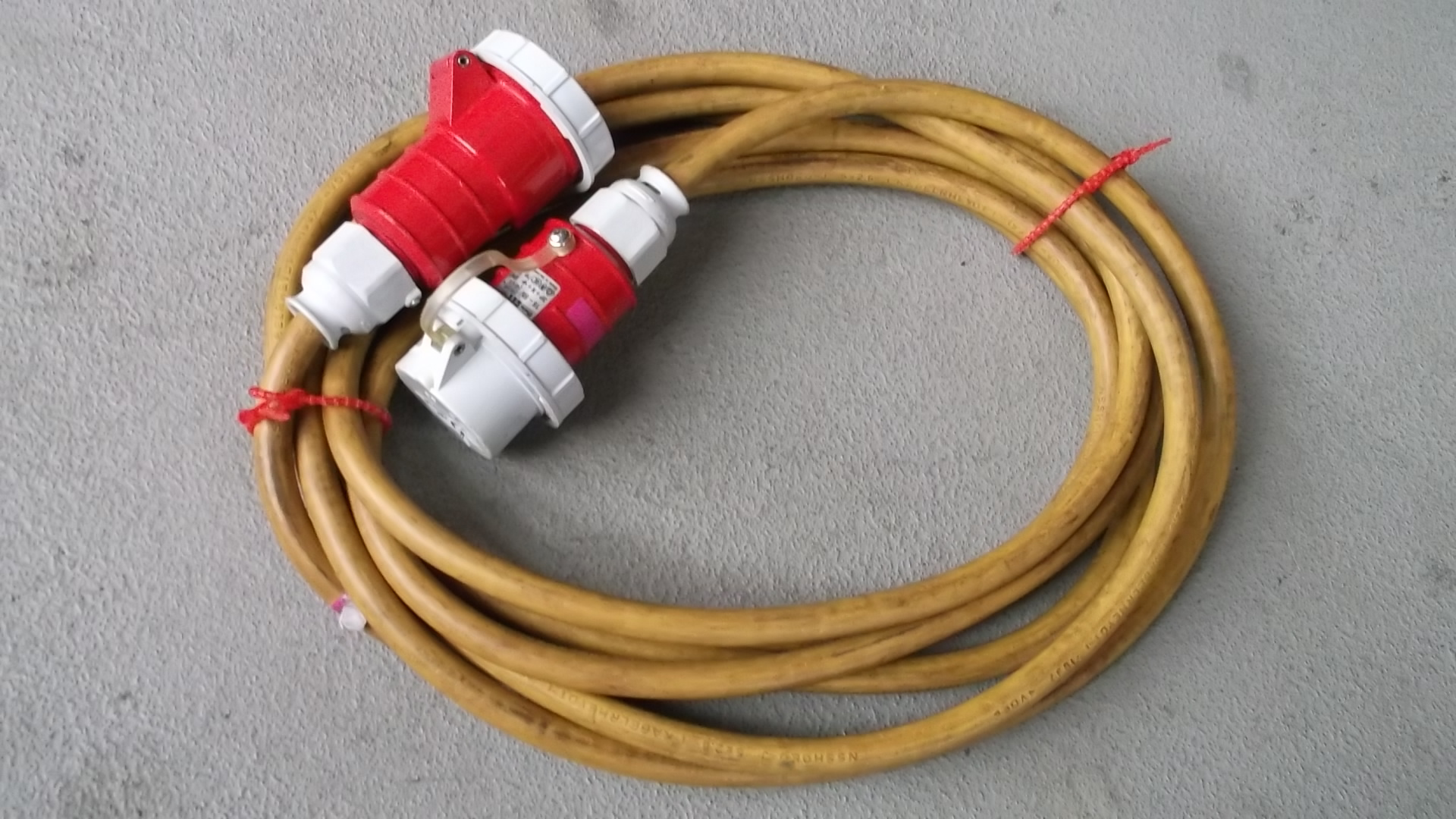
CEE-Verlängerungsleitungsring mit Stecker und Kupplung, 400 V 16 A 6 h IP67

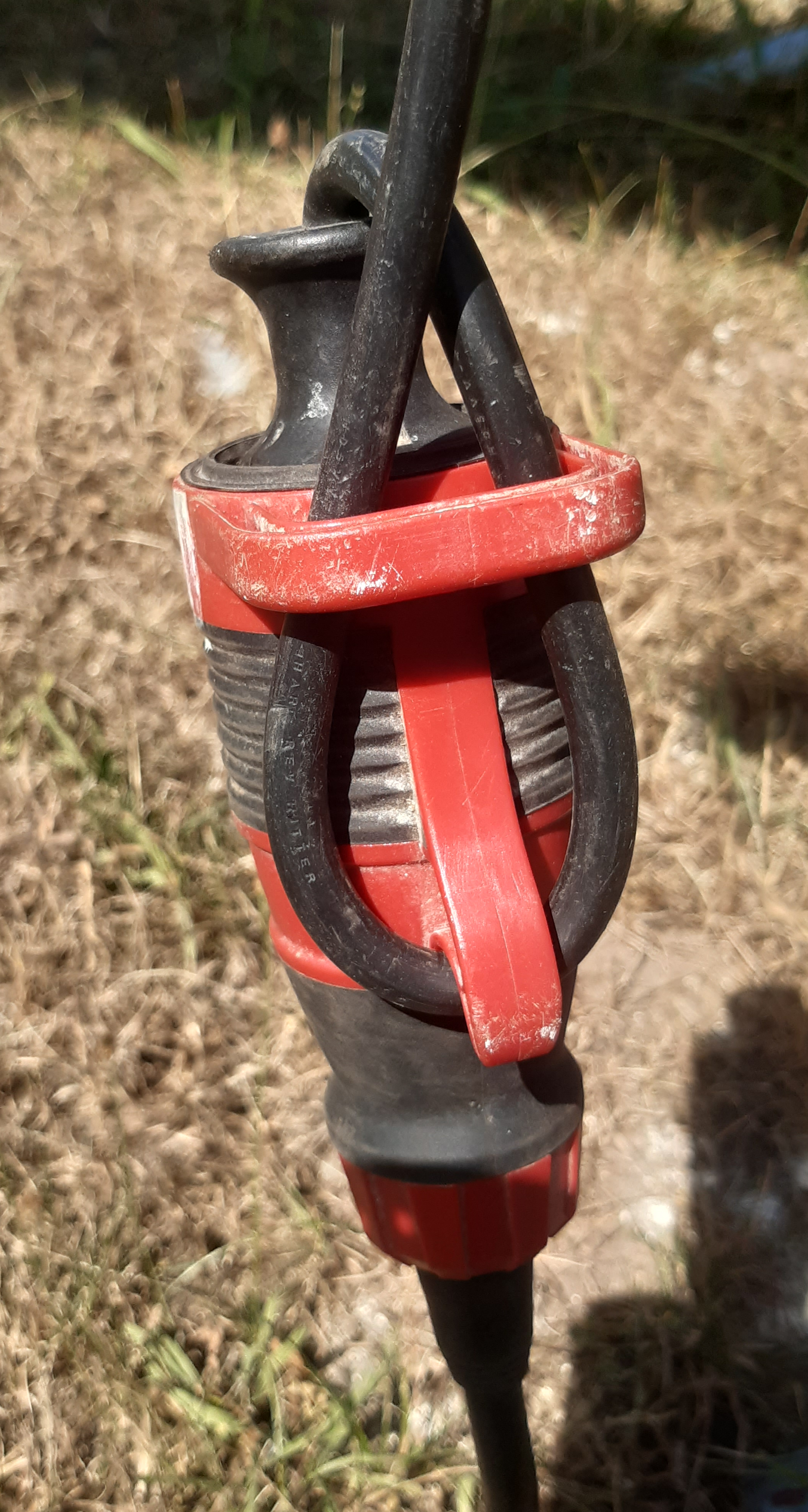
Verlängerungsleitung mit Ausziehschutz

Eine Verlängerungsleitung (auch Verlängerungskabel, Verlängerungsschnur oder kurz Verlängerung genannt) ist ein Kabel, das angeschlossen werden kann, wenn die Länge der eigenen Anschlussleitung eines elektrischen Gerätes oder einer anderen Anschlussleitung nicht ausreicht.

## Beschaffenheit

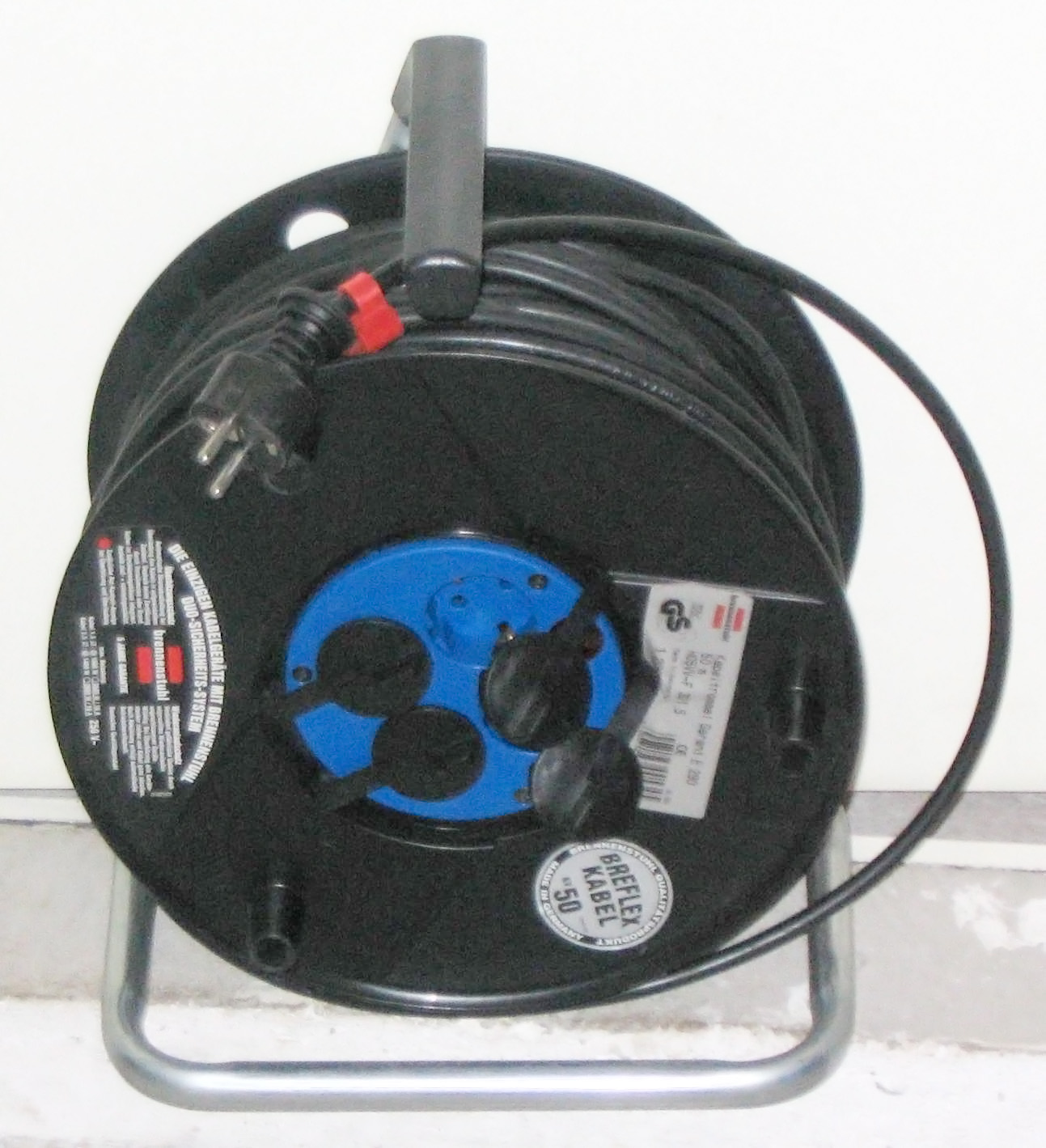
Eine Kabeltrommel (nach DIN VDE Leitungsroller) mit Verlängerungsleitung für den Hausgebrauch

Die Verlängerungsleitung besitzt an einem Ende einen Stecker und am anderen eine Kupplung mit der Funktion einer verlängerten Steckdose. Der Strom fließt dann von der Steckdose über die Verlängerungsleitung bis zum Elektrogerät.
Eine Stromleitung (Netzkabel) darf allerdings nicht beliebig verlängert werden, da wegen des höheren Eigenwiderstands einer zu langen Leitung eine Kurzschlusserkennung durch die Sicherung nicht mehr gewährleistet ist und unter Umständen bei defekten Endgeräten Brandgefahr und Lebensgefahr für den Benutzer besteht. Das betrifft insbesondere den Schleifenwiderstand der Schutzleiter-Verbindung; er begrenzt die Leitungslänge zum Beispiel auf die für Kabelrollen üblichen 50 m.
Bei hohem Stromfluss durch das Kabel empfiehlt es sich das Kabel ganz abzurollen, um eine Überhitzung (durch aufgestaute Wärme und Induktivität) oder einen Kabelbrand zu verhindern.

## Datenübertragung

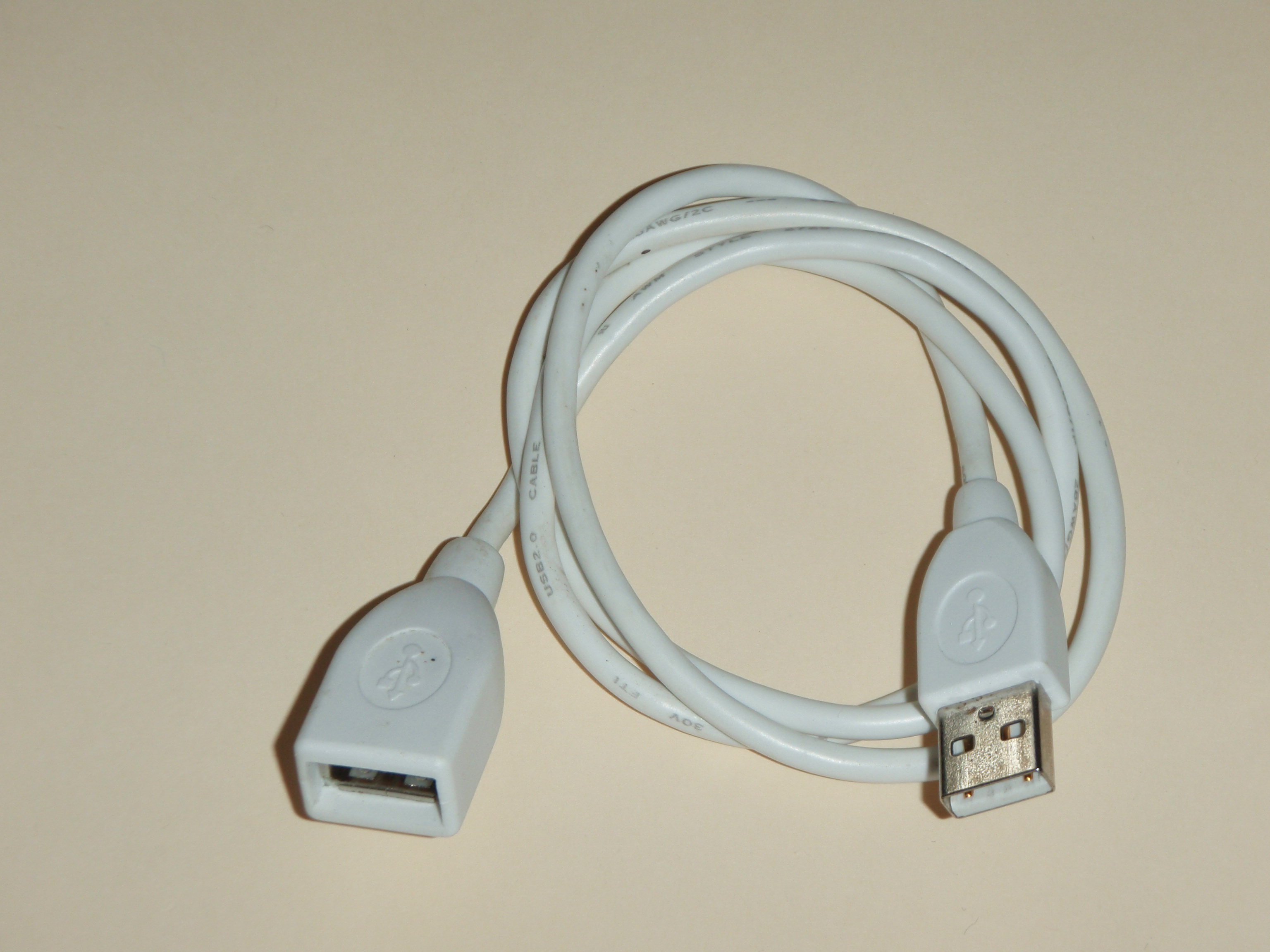
USB-Verlängerung

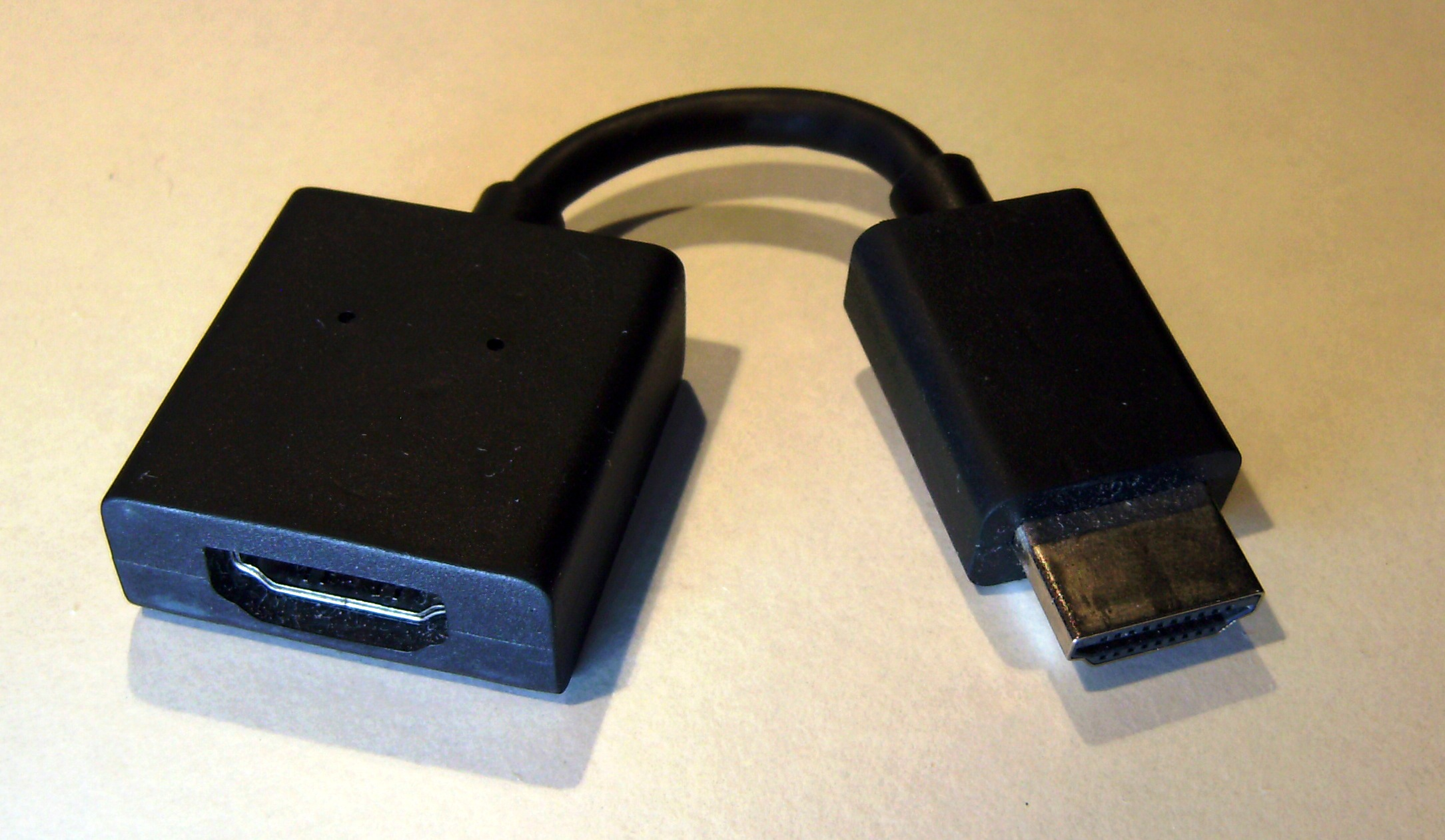
HDMI-Verlängerung für einen Amazon Fire TV Stick

Der Begriff Verlängerungsleitung bezeichnet nicht nur Stromleitungen, sondern auch Leitungen zur Datenübertragung, zum Beispiel:
- Netzwerkkabel
- USB-Kabel
- Audiokabel
- Telefonkabel (analog)
- ISDN-Kabel
- Centronics-Kabel
- SCART-Kabel
- Antennenkabel
- HDMI-Kabel

Da man manche elektrische Signale nicht über beliebig lange Strecken übertragen kann, sind Verlängerungsleitungen häufig physikalische Grenzen gesetzt. So gilt zum Beispiel als Maximallänge für USB-Kabelverbindungen 5 m Leitungslänge, es sei denn, die übertragenen Signale werden über Zwischenverstärker verstärkt.